# Fatals Picards Country Club
Albums de Les Fatals Picards
Septième ciel Espèces menacées
Fatals Picards Country Club est le huitième album studio du groupe de punk-pop-rock français Les Fatals Picards, paru le 14 octobre 2016.

## Liste des titres de l'album
| No  | Titre                                                  | Durée |
| --- | ------------------------------------------------------ | ----- |
| 1.  | Interlude 1 : Le Répondeur Fatals Picards Country Club | 0:36  |
| 2.  | À la vie, à l'Armor (feat. Les 3 fromages)             | 4:20  |
| 3.  | Pourquoi ?                                             | 3:01  |
| 4.  | Le Chanteur de variété                                 | 4:53  |
| 5.  | L'Amour à la plage                                     | 2:49  |
| 6.  | Interlude 2 : Trouville-sur-Mer                        | 0:27  |
| 7.  | Tais-toi et creuse                                     | 3:37  |
| 8.  | Interlude 3 : Le Crotoy Beach                          | 0:12  |
| 9.  | J'aime, j'aime, j'aime                                 | 4:38  |
| 10. | Fils de P.                                             | 3:33  |
| 11. | Interlude 4 : Poutinka                                 | 1:19  |
| 12. | La Fête de l'école                                     | 3:57  |
| 13. | Le Magnet du Jura                                      | 3:03  |
| 14. | Interlude 5 : La Magie de Noël                         | 4:04  |
| 15. | Le Défibrillateur                                      | 3:23  |
| 16. | Interlude 6 : Le Club                                  | 4:06  |
| 17. | Le Reich des licornes                                  | 3:57  |